# الديباج المذهب في معرفة أعيان علماء المذهب
الديباج المذهب في معرفة أعيان علماء المذهب كتاب في ترجمة أعيان علماء المالكية، مؤلفه: ابن فرحون المتوفى سنة 799 هـ.

## لمحة عن الكتاب
كتاب غزير الفائدة، من أشهر الكتب المؤلفة في تراجم أعيان الفقهاء المالكية. اشتمل على أكثر من (630) ترجمة، ووقع ترتيبهم في هذا التأليف على عجل (كما يقول المؤلف) ولم يسع الوقت ترتيبهم كما يجب. ويعتبر مصدراً مهماً بالنسبة لمن ترجم لهم من معاصريه، ممن كانوا على قيد الحياة أثناء تأليف كتابه، وترجم لزهاء سبعين رجلاً من أهل القرن الثامن، معظمهم من أهل المغرب، سيما بلدة آبائه تونس. وقد افتتح كتابه بمقدمة ذكر فيها منهجه في الكتاب، وضمنها فهرساً لمن ترجم لهم فيه، ونبذة عن الإمام مالك، وفصولاً في ترجيح مذهبه ووجوب تقليده، لخصها من كتاب المدارك للقاضي عياض. ولم يلتزم في ترتيب التراجم إلا الحرف الأول، وهو يجمع من كل طبقة من اشتركوا في الاسم، وأوصل تراجمه إلى ثماني طبقات. وفي مقدمته قوله: (وقد ذكرت في هذا المجموع الوجيز مشاهير الرواة وأعيان الناقلين في المذهب والمؤلفين فيه، ومن تخرّج به أحد من المشاهير، وجماعة من حفاظ الحديث، وأضربت عن ذكر غير المشاهير إيثاراً للاختصار، لأن الإحاطة بهم متعذرة، واستيفاء من يمكن ذكره يُخرج عن المقصود. وذكرت جماعة من المتأخرين، ممن لم يبلغ درجة الأئمة المقتدى بهم قصداً للتعريف بحالهم، لكونهم قصدوا التأليف، ولأن لكل زمان رجالاً، وكذلك ذكرت بعض الرواة الحفاظ المتأخرين لكونهم من مشاهير أهل زماننا، ولم يقع ترتيب أسمائهم في هذا التأليف على الوجه المطلوب، بل وقع فيهم تقديم وتأخير من غير قصد، وذكرت العذر عن ذلك في آخر الأسماء).

## فوائده
ومن فوائده ما حكاه عن تفسير القاضي أبي بكر ابن عربي، ونقل عمن رآه كاملاً في ثمانين مجلدة، في مكتبة الملك العادل أبي عنان. وكان القاضي نفسه قد قال في كتابه (القبس): إنه ألف كتابه المسمى (أنوار الفجر في تفسير القرآن) في عشرين سنة، ثمانين ألف ورقة، وتفرقت بأيدي الناس. ومن فوائده التي لا تحصى: ما سماه من كتب أبي البركات ابن الحاج، منها: (كتاب في أسماء الكتب والتعريف بمؤلفيها على حروف المعجم) وكتاب(قد يكبو الجواد) وكتاب (خطر فنظر ونظر فخطر).

## مؤلفات حول الكتاب
ومما ألف حول الكتاب كتاب (نيل الابتهاج بتطريز الديباج) للتنبكتي التكروري، وهو مطبوع على هامش (الديباج) استدرك فيه على ابن فرحون ما فاته، وزاد عليه تراجم من نبغ بعد وفاته. وافتتح كتابه بترجمة حافلة لابن فرحون نقل بعضها من كتاب تاريخ المدينة لعمه أبي محمد ابن فرحون. ومنها ذيل القرافي عليه وسماه (توشيح الديباج) ذكره حاجي خليفة. ومنها كتاب السخاوي (ترتيب طبقات المالكية لابن فرحون) وكتابه (تجريد ما في المدارك للقاضي عياض مما لم يذكره ابن فرحون) ذكرهما في ترجمته لنفسه في الضوء اللامع، وذكر أنه ألفهما إجابة لسائل فيه وفي الذي قبله.